# Бадиці
Бадиці (словац. Bádice) — село, громада округу Нітра, Нітранський край. Кадастрова площа громади — 4.11 км². Неподалік протікає річка Добротка.
Населення 399 осіб (станом на 31 грудня 2024 року).

## Історія
Бадиці згадується 1235 року.

## Населення
| Рік:            | 1994. | 2004. | 2014.   | 2024.    |
| --------------- | ----- | ----- | ------- | -------- |
| Кількість осіб: | 0     | 337   | 320     | 399      |
| Різниця:        |       | –     | -5,04 % | +24,68 % |

| Рік:            | 2023. | 2024. |
| --------------- | ----- | ----- |
| Кількість осіб: | 399   | 399   |
| Різниця:        |       | +0 %  |